# Tzicatlacoyan
Tzicatlacoyan är en kommun i Mexiko.   Den ligger i delstaten Puebla, i den sydöstra delen av landet, 130 km sydost om huvudstaden Mexico City.
Följande samhällen finns i Tzicatlacoyan:
- San Antonio Juárez
- San José Texaluca
- San Francisco Lagunillas
- Santa Cruz el Calvario
- San Martín Teteles
- San Isidro Chiapa
- San José Balbanera